# Харитонов, Андрей Ермолаевич
Андрей Ермолаевич Харитонов (1916—1993) — старший лейтенант Советской Армии, участник Великой Отечественной войны, Герой Советского Союза (1945).

## Биография
Андрей Харитонов родился 4 ноября 1916 года в деревне Старое Несытово Волоколамского уезда Московской губернии (ныне — городской округ Шаховская Московской области). После окончания восьми классов школы работал в колхозе. В ноябре 1937 года Харитонов был призван на службу в Рабоче-крестьянскую Красную Армию. С декабря 1941 года — на фронтах Великой Отечественной войны. В боях три раза был ранен.
К февралю 1944 года старший сержант Андрей Харитонов командовал орудием 6-й батареи 438-го истребительно-противотанкового артиллерийского полка 4-й гвардейской армии 2-го Украинского фронта. Отличился во время Корсунь-Шевченковской операции. 17 февраля 1944 года в бою у села Почапинцы Лысянского района Черкасской области Украинской ССР расчёт Харитонова отразил три ожесточённые контратаки противника, нередко переходившие в рукопашные схватки, сумев не дать ему вырваться из окружения.
Указом Президиума Верховного Совета СССР от 24 марта 1945 года за «образцовое выполнение боевых заданий командования на фронте борьбы с немецкими захватчиками и проявленные при этом отвагу и геройство» старший сержант Андрей Харитонов был удостоен высокого звания Героя Советского Союза с вручением ордена Ленина и медали «Золотая Звезда» за номером 4897.
После окончания войны Харитонов продолжил службу в Советской Армии. В 1955 году в звании старшего лейтенанта он был уволен в запас. Проживал и работал в Миргороде. Скончался 2 июля 1993 года.
Был также награждён орденами Отечественной войны 1-й и 2-й степеней, двумя орденами Красной Звезды, рядом медалей.